# Desaparición de Morgan Nick
Morgan Chauntel Nick (Alma, Arkansas; 12 de septiembre de 1988-desaparecida el 9 de junio de 1995) fue una niña estadounidense secuestrada el 9 de junio de 1995, cuando tenía seis años de edad, durante el transcurso de un partido de la Liga de Béisbol Infantil.

## Desaparición
El 9 de junio de 1995, Morgan Nick y su madre, Colleen Nick, fueron a un partido de béisbol que jugaba la Liga de Béisbol Infantil en su ciudad natal, Alma, en el estado de Arkansas. Alrededor de las 22:30 horas Morgan le preguntó a su madre si podía irse a jugar con unos amigos. Al principio, su madre no estaba segura, pero finalmente la dejó ir. Fue vista por última vez un cuarto de hora después (22:45) por sus amigos, en la zona del aparcamiento donde su madre había dejado el coche sacándose arena de sus zapatos, mientras sus amigos estaban apartados. Serían estos quienes más tarde informarían de haber visto a un hombre "espeluznante" hablando con Morgan mientras se volvía a poner los zapatos.
Cuando dejaron de jugar, los amigos de Morgan regresaron al estadio sin ella. Le dijeron a Colleen que Morgan estaba en el vehículo, pero cuando Colleen regresó a este, Morgan no estaba allí. Desde entonces no se la ha visto ni se ha tenido noticias de su paradero o su estado.

## Hechos posteriores
El 15 de enero de 2002, la policía realizó una excavación en un terreno privado en Booneville (Arkansas), después de recibir una denuncia que afirmaba que Nick podría haber sido enterrada allí. La declaración era "tan específica", con datos técnicos y cercanos, que la policía decidió hacer caso de la misma, cavando en el lugar indicando y ayudándose de perros en la tarea. Los resultados fueron negativos.
El 15 de noviembre de 2010, investigadores federales registraron una casa vacía en Spiro (Oklahoma), en busca de evidencia de ADN que pudiera mostrar que Nick había estado una vez en la casa. El 18 de diciembre de 2017, los investigadores regresaron a la casa para realizar otra búsqueda después de recibir una nueva sugerencia sobre el caso. Los perros utilizados en la búsqueda alertaron a los investigadores de un pozo en la propiedad, que según ellos era el "centro de la investigación". La búsqueda se suspendió el 19 de diciembre, después de no encontrar pruebas.

## Consecuencias
En 1996, Colleen Nick comenzó la Fundación Morgan Nick, que ayuda a los padres a hacer frente a las desapariciones de niños, y ayuda en la prevención de posibles desapariciones. El caso de Morgan Nick apareció en programas televisivos como Unsolved Mysteries y America's Most Wanted, mientras que la familia de Morgan y la fundación aparecieron en 2005 en Extreme Makeover: Home Edition después de que la casa de la familia fuera dañada por la explosión de un calentador de agua.
El servicio de Alerta AMBER en el estado de Arkansas se llama Morgan Nick Amber Alert en su honor.
En agosto de 2012, Tonya Smith y James Monhart, dos delincuentes previamente condenados, fueron arrestados por fraude informático después de intentar asumir la identidad de Morgan Nick.